# Chiru
O chiru (do tibetano Chiru) ou antílope-tibetano (Pantholops hodgsonii) é um bovídeo de tamanho médio que tem 1,2 metros de altura. É nativo do platô tibetano incluindo a Província Autônoma do Tibete, de Qinghai, e a província de Xinjiang na China; na Índia próximo ao Ladakh e oeste do Nepal. O seu pelo é cinzento a marrom-avermelhado, com o ventre branco. Os machos têm os chifres curvados para trás, e estes medem aproximadamente 50 cm de comprimento.
Apesar de estar classificado na subfamília Antilopinae, as evidências morfo-anatômicas e moleculares recentes sugerem que o Chiru está mais pròxima às cabras e à subfamília Caprinae (Gentry 1992, Gatesy et al. 1992, Ginsberg et al. 1999). Alguns pesquisadores o classificam como sendo da subfamília Pantholopinae, juntamente com a Saiga.
A espécie é gregária, às vezes formam rebanhos de centenas. As fêmeas, no verão, migram até 300 km em cada ano para ir ao lugar onde nasceram, onde dão geralmente o nascimento a uma única cria, e voltam no outono tardio para reunir-se com os machos nos territórios onde passam o inverno (Schaller 1998). Eles vivem nas estepes elevadas das montanhas e nas áreas de semi-deserto do planalto tibetano tais como Kekexili, onde alimentam-se de várias espécies de ervas e de grama. A vida média é de aproximadamente oito anos.
Eles estão ameaçados de extinção, devido à caça, sua lã é extremamente cara e de alta qualidade.
É também uma dos cinco mascotes oficiais das Olimpíadas de 2008 de Pequim, República Popular da China.